# Claudia Ellegast
Claudia Ellegast (* 22. Juni 1963) ist eine österreichische Judoka und österreichische Judo-Staatsmeisterin -48kg.

## Biografie
Claudia Ellegast begann ihre Judolaufbahn beim SV Ulmerfeld-Hausmening in Niederösterreich. In der Altersklasse U15 platzierte sie sich zwei Mal bei den österreichischen Meisterschaften. Im Jahr 1978 gewann sie die Staatsmeisterschaft in der Allgemeinen Klasse. Sie belegte Gold beim Damenturnier in Preßburg 1978.

## Größte Erfolge (Auswahl)

### Staatsmeisterschaften
- 1978 Kufstein[1]: 1. Platz (-48 kg)[4]
- 1979 Leonding[1]: 2. Platz (-52 kg)[4]
- 1981 Mödling[1]: 3. Platz (-61 kg)[4]